# Rdeče morje
Rdeče morje (arabsko البحر الأحمر, latinizirano: Baḥr al-Aḥmar, al-Baḥru l-’Aḥmar; hebrejsko ים סוף, latinizirano: Yam Suf; tigrinjsko ቀይሕ ባሕሪ, latinizirano: QeyH baHri) je zaliv Indijskega oceana, ki leži med Afriko in Arabskim polotokom. Rdeče morje je z oceanom oziroma Arabskim morjem na jugu povezano preko preliva Bab el Mandeba in Adenskega zaliva.
Na severu je Sinajski polotok med dokaj ozkima Akabskim in Sueškim zalivom, slednji vodi do Sueškega prekopa, ki ga od leta 1863 povezuje s Sredozemskim morjem. Rdeče morje je med 200 globalnimi ekoregijami. Tektonski jarek v katerem leži, je del Vzhodnoafriškega tektonskega jarka.
Rdeče morje ima površino približno 438.000 km², dolgo je približno 2250 km, na najširšem mestu pa meri 355 km. V osrednjem koritu Suakin ima največjo globino 3040 m, povprečno globino pa 490 m. Vendar pa obstajajo tudi obsežne plitke police, ki so znane po svojem morskem življenju in koralah. Morje je habitat več kot 1000 nevretenčarjev in 200 mehkih ter trdih koral. Je najsevernejše tropsko morje na svetu.

## Obseg
Mednarodna hidrografska organizacija določa meje Rdečega morja na naslednji način:
Na severu: Južna meja Sueškega zaliva Črta, ki poteka od Ràs Muhammeda (27° 43' N) do južne točke otoka Shadwan (34° 02' E) in od tod proti vzhodu vzporedno (27° 27' N) do obala Afrike] in Akaba [linija, ki teče od južne zahodne Ràs al Fasma do otoka Requin (27°57′N 34°36′E / 27.950°N 34.600°E) preko otoka Tiran do jugozahodne točke in nato vzporedno (27° 54' N) do obale Sinajskega polotoka.
Na jugu: Linija, ki se pridružuje Husnu Muradu (12°40′N 43°30′E / 12.667°N 43.500°E) in Ras Siyyan (12°29′N 43°20′E / 12.483°N 43.333°E).

## Ime
Rdeče morje je neposredni prevod iz grške besede Erythra Thalassa (Ερυθρὰ Θάλασσα), latinske Mare Rubrum (alternativno Sinus Arabicus, dobesedno 'Arabski zaliv'), arabščine البحر الأحمر, romanizirano Al-Baḥr Al-Aḥmar (alternativno بحر القل Al-Qulzum, dobesedno 'Klimatsko morje'), somalijsko Badda Cas in tigrajščina Qeyyiḥ bāḥrī (ቀይሕ ባሕሪ). Ime morja lahko pomeni sezonsko cvetenje rdeče obarvane alge trichodesmium erythraeum v bližini vodne površine. Teorija nekaterih sodobnih znanstvenikov je naklonjena temu, da se ime rdeče nanaša na smer proti jugu, tako kot se lahko ime Črno morje nanaša na sever. Osnova te teorije je, da so nekateri azijski jeziki uporabljali barvne besede za sklicevanje na kardinalne smeri. Herodot menjaje uporablja Rdeče in Južno morje.
Ime v hebrejščini Yam Suph (hebrejsko ים סוף, dob. 'Morje trstja') je svetopisemskega izvora. Ime v koptščini Phiom Enhah ('Morje Hah') je povezano s staroegipčanskim korenom ḥḥ, ki se nanaša na vodo in morje (na primer imena ogdoadska bogova Heh in Hauhet) - Pa-yem 'Aa en Mu-Ked, staroegipčansko ime Rdečega morja. V preteklosti so jo zahodni geografi poznali tudi kot Mare Meka (Mekiško morje) in Sinus Arabicus (Arabski zaliv). Nekateri starodavni geografi so Rdeče morje poimenovali Arabijski zaliv ali Arabski zaliv.
Povezava Rdečega morja s svetopisemskim zapisom Izraelcev, ki so prečkali Rdeče morje, je starodavna in je bila izrecno izražena v prevodu knjige Eksodus iz hebrejščine v grški kojne v Septuaginti približno v 3. stoletju pred našim štetjem. V tej različici je Yam Suph (hebrejsko ים סוף, dob. 'Morje trstja') prevedeno kot Erythra Thalassa (Rdeče morje). Čeprav trs v Rdečem morju danes ne raste (trst ne raste v slani vodi), profesor Colin Humphreys pojasni neskladje s tem, da bi lahko okoli Akabe obstajal sladkovodna močvirja trstičevja.
Rdeče morje je eno od štirih morij, ki so jih v angleščini poimenovali po običajnih barvnih izrazih - druga so Črno, Belo in Rumeno morje. Neposredna izdaja grške Erythra thalassa v latinščini kot Mare Erythraeum se nanaša na severozahodni del Indijskega oceana in tudi na regijo na Marsu.

## Zgodovina

### Antika
Najstarejše znano raziskovanje Rdečega morja so izvajali stari Egipčani, ko so poskušali vzpostaviti trgovske poti do Punta. Ena takih odprav je potekala okoli 2500 pred našim štetjem, druga pa okoli 1500 pred našim štetjem (pod vodstvom Hačepsut). Obe sta sodelovali na dolgih plovbah po Rdečem morju. V preteklosti so se znanstveniki spraševali ali so bila ta potovanja mogoča. Biblijska 2. Mojzesova knjiga govori o tem, kako so Izraelci prestopili vodno telo, ki ga hebrejsko besedilo imenuje Yam Suph (hebrejščina: יַם סוּף). Yam Suph je bil tradicionalno identificiran kot Rdeče morje. Rabbi Saadia Gaon (882–942) v svojem judoarabskem prevodu Pentatevha označuje prestop Rdečega morja kot Baḥar al-Qulzum, kar pomeni Sueški zaliv.
V 6. stoletju pred našim štetjem je Darej I. Veliki iz Perzije poslal na Rdeče morje izvidniške misije, ki so izboljšale in razširile plovbo z iskanjem številnih nevarnih čeri in tokov. Zgrajen je bil kanal med Nilom in severnim koncem Rdečega morja pri Suezu. Aleksander Veliki je v poznem 4. stoletju pred našim štetjem poslal grške pomorske odprave po Rdečem morju do Indijskega oceana. Grški navigatorji so še naprej raziskovali in zbirali podatke o Rdečem morju. Agatarhid iz Knida je zbiral podatke o morju v 2. stoletju pred našim štetjem.
Periplus Eritrejskega morja (grško: Περίπλους τῆς Ἐρυθρᾶς Θαλάσσης, Períplous tē̂s Erythrâs Thalássēs), poznan tudi po latinskem imenu Periplus Maris Erythraei, je opis rimske plovbe iz grško-rimskih obdobij, ki ga je neznani avtor napisal okoli 1. stoletja, vsebuje podroben opis pristanišč in morskih poti Rdečega morja. Periplus opisuje tudi, kako je Hipal prvič odkril direktno pot od Rdečega morja do Indije.
Rdeče morje je bilo najpomembnejše v rimski trgovini z Indijo, začenši z vladanjem Avgusta, ko je rimsko cesarstvo dobilo nadzor nad Sredozemljem, Egiptom in severnim delom Rdečega morja. Pot so uporabljale že starejše države, vendar se je povečal obseg prometa pod Rimljani. Iz indijskih pristanišč je bilo blago iz Kitajske uvedeno v rimski svet. Stik med Rimom in Kitajsko je bil odvisen od Rdečega morja, toda pot je prekinilo Aksumsko kraljestvo okoli 3. stoletja našega štetja.

### Srednji vek in sodobnost
Rdeče morje je bilo v srednjem veku pomemben del trgovine z začimbami. Leta 1513 je Afonso de Albuquerque, ki je želel ta kanal pripeljati Portugalski, oblegal Aden, vendar se je moral umakniti. Križarili so po Rdečem morju znotraj Bab al Mandaba, kot prva evropska flota, ki je plula po teh vodah.
Leta 1798 je Francija generala Napoleona ukazala napasti Egipt in prevzeti nadzor nad Rdečim morjem. Čeprav v svoji misiji ni uspel, je inženir Jean-Baptiste Lepère, ki je sodeloval pri tem, oživil načrt za prekop, ki je bil predviden že v času kraljevanja faraonov. V starih časih je bilo od Nila do Rdečega morja zgrajenih več prekopov vzdolž črte sedanjega prekopa Sladke vode, vendar noben ni trajal dolgo. Sueški prekop je bil odprt novembra 1869. Takrat so Britanci, Francozi in Italijani delili trgovske postojanke, vendar so jih po prvi svetovni vojni postopoma ukinili. Po drugi svetovni vojni so Američani in Sovjeti izvajali svoj vpliv, medtem ko se je obseg prometa z tankerji stopnjeval. Vendar je šestdnevna vojna dosegla vrhunec z zaprtjem Sueškega prekopa od leta 1967 do 1975. Danes, kljub patrulji večjih pomorskih flot v vodah Rdečega morja, Sueški prekop še ni povrnil svoje nadvlade nad potjo okoli Rta dobrega upanja, za katero velja, da je manj ranljiva zaradi piratstva.

## Oceanografija
Rdeče morje leži med sušnim kopnim, puščavo in polpuščavo. Grebeni sistema so bolje razviti v morju predvsem zaradi njegovih večjih globin in učinkovitega kroženja vode. Vodna masa Rdečega morja izmenjuje svojo vodo z Arabskim morjem, Indijskim oceanom prek Adenskega zaliva. Ti fizični dejavniki zmanjšujejo učinek visoke slanosti, ki jo povzroča izhlapevanje na severu in relativno vroče vode na jugu.
Podnebje je posledica dveh monsunskih sezon; severovzhodni monsun in jugozahodni monsun. Monsunski vetrovi se pojavijo zaradi diferencialnega ogrevanja med kopnim in morjem. Zelo visoke površinske temperature in visoka slanost omogočajo eno najtoplejših in najbolj zasoljenih teles morske vode na svetu. Povprečna temperatura površinske vode Rdečega morja poleti je približno 26 °C na severu in 30 °C na jugu, le približno 2 °C nihanja v zimskih mesecih. Skupna povprečna temperatura vode je 22 °C. Temperatura in vidnost sta dobri do približno 200 m. Morje je znano po močnih vetrovih in nepredvidljivih lokalnih tokovih.
Padavin je izredno malo, v povprečju znašajo 60 mm na leto. Dež je večinoma kratkotrajen, pogosto z nevihtami in občasno s prašnimi nevihtami. Zaradi pomanjkanja padavin in brez večjega vira sladke vode prihaja do prekomernega izhlapevanja do 205 cm na leto in velike slanosti z minimalnimi sezonskimi spremembami. Nedavna podvodna ekspedicija na obalno morje na Sredozemlje iz Sudana in Eritreje  je našla temperaturo površinske vode 28 °C pozimi in do 34 °C poleti, vendar so bile kljub izjemni vročini koral zdrave z veliko ribami z zelo majhnimi znaki beljenja koral, le 9 % jih je okužil Thalassomonas loyana, povzročitelj 'bele kuge'. Korala Favia favus tam skriva virus BA3, ki ubija T. loyana. Načrtujejo uporabo vzorcev očitno toplotno prilagojenih komenzalnih alg teh koral za reševanje beljenja koral drugje.

### Slanost
Rdeče morje je zaradi velikega izhlapevanja eno najbolj slanih vodnih teles na svetu. Slanost se giblje med ~ 36 ‰ na južnem delu zaradi učinka Adenskega zaliva in 41 ‰ v severnem delu, predvsem zaradi sueškega zaliva in velikega izhlapevanja. Povprečna slanost je 40 ‰. (Povprečna slanost morske vode na svetu je na lestvici praktične slanosti ali PSU približno 35 ‰; to pomeni 3,5 % dejanskih raztopljenih soli).
Slanost Rdečega morja je večja od svetovnega povprečja, za približno 5 ‰. To je posledica več dejavnikov:
1. Visoka stopnja izhlapevanja in zelo malo padavin.
2. Pomanjkanje pomembnih rek ali potokov, ki se stekajo v morje.
3. Omejena povezava z Indijskim oceanom, ki ima nižjo slanost vode

### Bibavica
Na splošno se bibavica giblje med 0,6 m na severu, blizu izliva Sueškega zaliva in 0,9 m na jugu v bližini Adenskega zaliva, vendar niha med 0,20 m in 0,30 m stran od vozlišča. Osrednje Rdeče morje (območje Džede) je zato skoraj brez bibavice, zato so letne spremembe vodostaja pomembnejše. Zaradi majhnega območja plimovanja voda med plimovanjem zaliva obalno sabko (sabkha, arabsko سبخة - obalna, supratidalna blatna ali peščena ravnica, ki je povezava z obalnimi lagunami in v kateri se kopičijo evaporitno-slani minerali, ki so posledica pol aridnega do sušnega podnebja) kot tanek sloj vode do nekaj sto metrov, namesto da bi poplavljala sabke prek mreže kanalov. Vendar pa lahko južno od Džede na območju Shoiabe voda iz lagune pokriva sosednje sabke do 3 km daleč, medtem ko severno od Džede v območju Al-Harrar sabka pokriva tanek sloj vode kar 2 km. Prevladujoči severni in severovzhodni vetrovi vplivajo na gibanje vode v obalnih dovodih do sosednjih sabk, zlasti med nevihtami. Pozimi je srednja gladina morja za 0,5 m višja kot poleti. Hitrosti plimovanja skozi omejitve, ki jih povzročajo grebeni, peščeni nasipi in nizki otoki, običajno presegajo 1–2 m / s. Koralni grebeni v Rdečem morju so v bližini Egipta, Eritreje, Izraela, Saudove Arabije in Sudana.

### Pretok
Podrobnih informacij o trenutnih podatkih ni, deloma tudi zato, ker so tokovi šibki ter prostorsko in časovno spremenljivi. Spreminjanje časovnih in prostorskih tokov je nizko 0,5 m in jih ves čas ureja veter. Poleti severozahodni vetrovi približno štiri mesece potiskajo površinsko vodo proti jugu s hitrostjo 15–20 cm / s, pozimi pa se pretok obrača, kar povzroči dotok vode iz Adenskega zaliva v Rdeče morje. Neto vrednost slednjih prevladuje, kar ima za posledico splošno selitev do severnega konca Rdečega morja. Na splošno je hitrost plimovalnega toka med 50–60 cm / s z največ 1 m / s na ustju lagune al-Kharrar. Vendar je razpon toka med severom in severovzhodom vzdolž saudske obale 8–29 cm / s.

### Vetrovi
Na severnem delu Rdečega morja prevladujejo stalni severozahodni vetrovi, katerih hitrost se giblje med 7 km / h in 12 km / h. Preostanek Rdečega morja in Adenski zaliv so podvrženi rednim in sezonsko reverzibilnim vetrovom. Za vetrni režim so značilna sezonska in regionalna nihanja hitrosti in smeri, pri čemer povprečna hitrost na splošno narašča proti severu.
Veter je gonilna sila v Rdečem morju za prenos materiala v obliki suspenzije ali kot sedimenta. Tokovi, ki jih povzročajo vetrovi, igrajo v Rdečem morju pomembno vlogo pri resuspendiranju usedlin na dnu in pri prenosu materiala z mesta odlaganja na mesta pokopa v mirnem okolju nalaganja. Meritev toka, ki nastane zaradi vetra, je zato pomembna za določitev vzorca razprševanja usedlin in njegove vloge pri eroziji in akumulaciji izpostavljenosti obalnih kamnin in potopljenih koralnih blazin.

## Geologija
Rdeče morje je nastalo tako, da se je Arabski polotok ločil od Afriškega roga z gibanjem tektonskega jarka Rdečega morja. Ta razkol se je začel v eocenu in pospešil med oligocenom. Morje se še širi (leta 2005 je po tri tedenskem tektonskem delovanju naraslo za 8 m) in velja, da bo sčasoma postalo ocean (kot je predlagal model Johna Tuza Wilsona ). Leta 1949 je raziskava globoke vode poročala o nenavadno vročih slanicah v osrednjem delu Rdečega morja. Poznejše delo v 1960-ih je potrdilo prisotnost vročih, 60 °C slanih slanic in s tem povezanega kovinska blata. Vroče raztopine so izhajale iz aktivnega preloma. Jezero Asal v Džibutiju je upravičeno kot poskusno mesto za preučevanje razvoja globokih vročih slanic Rdečega morja. Dejansko je z opazovanjem sestave izotopov stroncija iz slanic Rdečega morja enostavno sklepati, kako so se te slane vode, najdene na dnu Rdečega morja, lahko razvile na podoben način kot jezero Asal, ki v idealnem primeru predstavlja njihovo kompozicijsko skrajnost. Velika slanost voda ni bila gostoljubna za žive organizme.
Nekoč v terciarnem obdobju se je Bab el Mandeb zaprl in Rdeče morje je izhlapelo do praznega vročega suhega ponora. Posledice tega bi bile:
- "dirka" med širjenjem Rdečega morja in otokom Perim, ki Bab el Mandeb polni z lavo.
- zniževanje morske gladine po svetu v ledeni dobi zaradi veliko vode v ledenih pokrovih.

Iz središča morja se dvigajo številni vulkanski otoki. Večina mirujočih. Vendar je leta 2007 otok Jabal al-Tair v ožini Bab el Mandeb silovito izbruhnil. V letih 2011 in 2013 sta nastala dva nova otoka v arhipelagu Zubair, majhni verigi otokov v lasti Jemna. Prvi otok, otok Šolan, se je pojavil v izbruhu decembra 2011, drugi otok, Džadid, pa se je pojavil septembra 2013.

### Naftna ležišča
Polje Durvara 2 je bilo odkrito leta 1963, polje Suakin 1 in polje Bašayer 1A leta 1976 na egiptovski strani Rdečega morja. Polje Barqan je bilo odkrito leta 1969, Midžansko polje pa leta 1992, oba v porečju Midžana v Saudovi Arabiji. Srednje miocenska 20 m debela formacija Makna je kamnina vir nafte v kotlini. Tokovi nafte se pojavljajo blizu Farasanskih otokov, arhipelaga Dahlak, ob obali Eritreje in na jugovzhodnem koncu Rdečega morja ob obalah Saudove Arabije in Jemna.

### Mineralni viri
Kar se tiče mineralnih surovin, so glavne usedline Rdečega morja naslednje:
- biogene sestavine: nanofosili, foraminifere, pteropodi, kremenovi fosili
- vulkanogene sestavine: tufi, vulkanski pepel, montmorijoniti, kristobaliti, zeoliti
- klastične sedimentne kamnine: kremen, glinenec, delci kamnine, sljuda, težki minerali, glineni minerali
- avtogeni minerali: sulfidni minerali, aragonit, Mg-kalcit, protodolomit, dolomit, kremen, kalcedon.
- evaporitni minerali: magnezit, sadra, anhidrit, halit, polihalit
- Slanica: Fe-montmorilolon, getit, hematit, siderit, rodohrozit, pirit, sfalerit, anhidrit

## Ekosistem
Rdeče morje je bogat in raznolik ekosistem. Zabeleženih je več kot 1200 vrst rib, približno 10 % teh pa ni nikjer drugje. Sem spada tudi 42 vrst globokomorskih rib.
Bogata raznolikost je deloma posledica 2000 km koralnega grebena, ki se razprostira vzdolž obale; ti obrobni grebeni so stari 5000–7000 let in so večinoma sestavljeni iz kamnitih akropor in poritovih koral. Grebeni tvorijo ploščadi in včasih lagune ob obali ter občasno druge značilnosti, kot so valji (na primer Modra luknja v Dahabu). Te obalne grebene obiskujejo tudi pelagične vrste rdečemorskih rib, vključno z nekaterimi od 44 vrst morskih psov.
Vsebuje 175 vrst gološkrgarjev, od katerih jih je veliko le v Rdečem morju.
Rdeče morje vsebuje tudi veliko obalnih grebenov, vključno z več pravimi atoli. Številne nenavadne formacije obalnih grebenov kljubujejo klasičnim (t.i. darwinskim) shemam razvrščanja koralnih grebenov in jih na splošno pripisujejo visokim nivojem tektonskega delovanja, ki so značilni za območje.
Posebno biotsko raznovrstnost tega območja priznava egiptovska vlada, ki je leta 1983 ustanovila narodni park Ras Mohammed. Pravila in predpisi, ki urejajo to območje, ščitijo lokalno morsko življenje, ki je postalo velika privlačnost za ljubitelje potapljanja.
Potapljači in snorklarji se morajo zavedati, da čeprav je večina vrst neškodljiva, je nekaj nevarnih za ljudi.
Drugi morski habitati so morske trave na dnu, soline, mangrove in slana močvirja.

## Naprave za desalinizacijo
Obstaja veliko povpraševanje po razsoljeni vodi, da bi zadostili potrebam prebivalstva in industrije ob Rdečem morju.
Ob Saudovi Arabiji ob Rdečem morju obstaja najmanj 18 naprav za razsoljevanje, ki odvajajo toplo slanico in čistilne kemikalije (klor in anti-skalants), ki belijo in ubijajo korale in povzročajo bolezni pri ribah. To je le lokalizirano, vendar se lahko s časom še okrepi in močno vpliva na ribiško industrijo.
Vodo iz Rdečega morja uporabljajo tudi rafinerije nafte in cementarne za hlajenje.

## Varnost
Rdeče morje je del morskih cest med Evropo, Perzijskim zalivom in Vzhodno Azijo in ima kot tako veliko ladijskega prometa. Organi, povezani z vladami, ki so pristojni za policijsko območje Rdečega morja so pristaniška uprava Port Said, organ Sueškega prekopa in Egiptovske pristaniške uprave, Jordanska pomorska uprava, Izraelska pristaniška uprava, Saudska pristaniška uprava in korporacija morskih pristanišč v Sudanu.

## Podatki
- dolžina: ~ 2250 km – 79 % vzhodnega Rdečega morja s številnimi obalnimi zalivi
- največja širina: ~ 306–355 km - Massawa (Eritreja)
- najmanjša širina: ~ 26–29 km - ožina Bab el Mandeb (Jemen)
- povprečna širina: ~ 280 km
- povprečna globina: ~ 490 m
- največja globina: ~ 3.040 m
- površina: 438–450 x 102 km2
- prostornina: 215–251 x 103 km3
- Približno 40 % Rdečega morja je precej plitvo (pod 100 m), približno 25 % pa je globoko manj kot 50 m.
- približno 15 % Rdečega morja je globine preko 1000 m, ki tvori globoko osno korito.
- kontinentalne police označujejo koralni grebeni
- celinsko pobočje ima nepravilen profil (niz stopenj do ~ 500 m)
- središče Rdečega morja ima ozko korito ( korito Suakin) (~ 1.000 m, največja globina 3.040 m)

## Turizem
Morje je znano po svojih rekreacijskih potapljaških krajih, kot so Ras Mohammed, SS Thistlegorm (brodolom), greben Elphinstone, The Brothers, Daedalusov greben, greben St.John, Rocky Island v Egiptu in manj znana mesta v Sudanu, kot so Sanganeb, Abington, Angarosh in Shaab Rumi.
Rdeče morje je postalo priljubljena destinacija za potapljanje po odpravah Hansa Hassa v 1950-ih, pozneje pa Jacques-Yves Cousteau . Priljubljena turistična naselja so El Gouna, Hurghada, Safaga, Marsa Alam na zahodni obali Rdečega morja ter Šarm el Šejk, Dahab in Tabo na egiptovski strani Sinaja, pa tudi Akaba v Jordaniji in Eilat v Izraelu na območju, imenovanem riviera Rdečega morja.
Priljubljena turistična plaža Šarm el Šejk je bila decembra 2010 zaprta za kopanje zaradi več resnih napadov morskega psa, vključno s smrtnim izidom. Od decembra 2010 znanstveniki preiskujejo napade in ugotovili več možnih vzrokov, vključno s prekomernim ribolovom, ki povzroča lov velikih morskih psov bližje obali, operaterjem turističnih čolnov, ki se vozijo po morju zaradi fotografiranja z morskimi psi in poročila o ladjah, ki mečejo mrtvo živino čez krov. Ozkost, pomembna globina in ostri grebeni se združijo v geografijo, kjer lahko veliki globokomorski morski psi plavajo v več sto metrih vode znotraj plavalnih površin.
Turizmu v regiji grozijo občasni teroristični napadi in incidenti, povezani s standardi varnosti hrane.

## Države, ki mejijo nanj
Rdeče morje je mogoče geografsko razdeliti na tri odseke: Rdeče morje in na severu Akabski zaliv in Sueški zaliv. Šest držav, ki mejijo na Rdeče morje, so:
- Vzhodna obala:
  -  Saudova Arabija
  -  Jemen
- Zahodna obala:
  -  Egipt
  -  Sudan
  -  Eritreja
  -  Džibuti

Sueški zaliv je v celoti omejen z Egiptom. Akabski zaliv meji na Egipt, Izrael, Jordanijo in Saudovo Arabijo.
Poleg standardne geografske opredelitve šestih držav, ki mejijo na zgoraj omenjeno Rdeče morje, so območja, kot je Somalija, včasih opisana tudi kot ozemlje Rdečega morja. To je predvsem posledica njihove bližine in geoloških podobnosti z državami, ki se soočajo z Rdečim morjem, in / ali političnih vezi z omenjenimi območji.

## Mesta in naselja
Mesta in naselja ob obali Rdečega morja (vključno z obalama Akabskega in Sueškega zaliva) so:
| - Al Hudaydah (الحديدة) - Al Lith (الليِّث) - Al Qunfudhah (القنفذة) - Al-Qusair (القصير) - Al Wajh (الوجه) - Akaba (العقبة) - Asseb (ዓሳብ) - Dahab (دهب) - Duba (ضباء) - Eilat (אילת ، ايلات) - El Gouna (الجونة) | - Suez (السويس) - / Hala'ib (حلايب) (sporno) - Haql (حقل) - Hirgigo (ሕርጊጎ) - Hurghada (الغردقة) - Džeda (جدة) - Džazan (جازان) - Marsa Alam (مرسى علم) - Masava (ምጽዋ) - Mulhule (مول هولة ) | - Nuveiba (نويبع) - Port Safaga (ميناء سفاجا) - Port Sudan (بورت سودان) - Rabigh (رابغ) - Šarm el Šejk (شرم الشيخ) - Soma Bay (سوما باي) - Suakin (سواكن) - Taba (طابا) - Tuval (ثول) - Janbu (ينبع) |